# Bürstadt
Bürstadt  est une ville de Hesse (Allemagne), située dans l'arrondissement de la Bergstraße, dans le district de Darmstadt.

## Géographie
Les communes voisines sont Biblis (nord), Lorsch (est) et Lampertheim (sud et ouest).
Bürstadt consiste en les quartiers Bürstadt, Bobstadt et Riedrode.

## Histoire
| Appartenances historiques Électorat de Mayence 1232–1461 Palatinat du Rhin 1461–1623 Électorat de Mayence 1623–1803 Landgraviat de Hesse-Darmstadt 1803–1806 Grand-duché de Hesse 1806–1918 République de Weimar 1918–1933 Reich allemand 1933–1945 Allemagne occupée 1945–1949 Allemagne 1949–présent |

Le nom "Bürstadt" vient de "Bisos Stätte" (La place de Biso) Biso était un prince franc qui avait des biens ruraux dans cette région.
- 767: La première charte qui mentionne la ville de Bürstadt date de 767.
- 1623: Bürstadt devient part de l'électorat de Mayence. La confession catholique devient obligatoire.
- 1803: Le landgraviat de Hesse-Darmstadt occupe Bürstadt.
- 1967: Bürstadt reçoit les droits des villes.

## Habitants
- 1806: 1.357
- 1867: 2.765
- 1925: 7.144
- 1988: 15.214
- 2004: 15.308
- 2005: 15.427
- 2006: 15.973
- 2007: 16.095
- 2008: 16.206

## Jumelages
La ville de Bürstadt est jumelée avec :
- Krieglach (Autriche)
- Wittelsheim (France)
- Glauchau (Allemagne)
- Minano (Japon)